# Blue Skies
Blue Skies é um filme estadunidense de 1946, do gênero drama musical, dirigido por Stuart Heisler e estrelado por Bing Crosby e Fred Astaire.

## A produção
Orçado em um milhão de dólares, o filme rendeu três vezes mais e foi o maior sucesso de público da Paramount Pictures no ano. Entre as vinte canções de Irving Berlin mostradas na tela, quatro delas novas, destacam-se You Keep Coming Back Like a Song, com Crosby, e A Couple of Song and Dance Men, com Astaire e Crosby, além da antiga Puttin' on the Ritz (aclamado solo de Astaire). Berlin foi creditado também como o autor da história.
O diretorMark Sandrich, que já trabalhara anteriormente tanto com Berlin quanto com a dupla de astros, passou mal logo no início da produção e foi substituído por Stuart Heisler. Sandrich faleceu logo  em seguida, vítima de infarto.
O filme foi indicado ao Oscar nas categorias Trilha Sonora e Canção (You Keep Coming Back Like a Song).

## Sinopse
Contada por meio de flashbacks, a história fala da amizade entre o dançarino Jed Potter e o cantor Johnny Adams, amizade esta que perdura até que ambos se apaixonam pela cantora Mary O'Hara. Johnny casa-se com ela, mas a união acaba em divórcio após o nascimento de uma filha. Daí Mary e Jed se casam, mas ela se sente infeliz e vai embora. Jed torna-se alcoólatra, sofre um acidente, não consegue mais dançar e se esconde atrás de um microfone de rádio, onde relembra sua vida, à espera de que Mary possa ouvi-lo.

## Elenco
| Ator/Atriz      | Personagem   |
| --------------- | ------------ |
| Bing Crosby     | Johnny Adams |
| Fred Astaire    | Jed Potter   |
| Joan Caulfield  | Mary O'Hara  |
| Billy De Wolfe  | Tony         |
| Olga San Juan   | Nita Nova    |
| Mikhail Rasumny | François     |
| Frank Faylen    | Mack         |

## Principais premiações
| Prêmio | Categoria                                          | Situação |
| ------ | -------------------------------------------------- | -------- |
| Oscar  | Melhor Trilha Sonora (filme musical) Melhor Canção | Indicado |